# 데이터 세트 (IBM 메인프레임)
IBM 메인프레임 컴퓨터의 문맥에서 데이터 세트(data set)는 레코드 조직을 보유하고 있는 컴퓨터 파일의 하나이다. 이 용어의 이용은 OS/360과 함께 시작하였으며 현재의 z/OS를 포함한 이후 세대에서도 여전히 사용되고 있다. 이러한 시스템들의 문서들은 역사적으로 파일 보다는 이 용어를 선호하였다.
데이터 세트는 일반적으로 직접 접근 기억 장치(DASD)나 자기 테이프에 저장되어 있지만, 천공 카드 리더, 카드 펀치, 라인 프린터와 같은 유닛 레코드 장치들은 데이터 세트(파일)을 위한 입출력을 제공할 수 있다.
데이터 세트들은 구조화되지 않은 바이트 스트림이 아니며, DSORG(data set organization의 준말로, 데이터 세트 조직을 뜻함), RECFM(record format의 준말로 레코드 포맷을 뜻함) 등의 매개변수들에 의해 결정되는 다양한 논리 레코드와 블록 구조로 조직되어 있다. 이러한 매개변수들은 데이터 세트 할당(작성) 시에 지정되는데, 이를테면 작업 제어 언어(JCL)의 DD 문들을 통해 실행된다. 하나의 잡 안에서, 이들은 데이터 세트를 저장하기 위해 사용되는 자료 구조인 데이터 제어 블록(DCB) 안에 (이를테면 접근 방식을 이용하여) 저장된다.

## 데이터 세트 조직
OS/360의 경우, DCB의 DSORG 매개변수는 데이터 세트가 어떻게 조직되어 있는지를 규정한다. 물리적으로 순차적이거나(PS), 색인 순차적이거나(IS), 파티션되어 있거나(PO), 직접 접근(DA)일 수 있다. 테이프의 데이터 세트는 DSORG=PS로만 지정된다. 조직의 선택은 데이터의 접근 방식에 따라, 특히 어떻게 업데이트될 것인지에 따라 달라진다.
프로그래머들은 프로그램에서 다양한 접근 방식(QSAM이나 VSAM 등)을 사용하여 데이터 세트를 읽고 기록한다. 접근 방식은 주어진 데이터 세트 조직에 따라 다르다.

## 레코드 포맷 (RECFM)
조직에 관계 없이 각 레코드의 물리적 구조는 동일해야 하며 데이터 세트를 통틀어 통일성이 있어야 하다. 이는 DCB RECFM 파라미터에 정의된다. RECFM=F는 레코드가 고정 길이임을 의미하며, 레코드 길이는 LRECL 파라미터를 통해 지정된다. RECFM=V는 가변 길이 레코드임을 나타낸다. V 레코드들은 미디어에 저장할 때 레코드 서술자 워드(Record Descriptor Word, RDW)에 의해 접두사가 붙으며 바이트 단위의 정수 길이의 레코드를 포함한다. RECFM=FB, RECFM=VB를 사용하여 여러 개의 논리 레코드들을 함께 테이프나 디스크 상의 하나의 물리 블록으로 묶을 수 있다. FB와 VB는 fixed-blocked와 variable-blocked를 각각 나타낸다. BLKSIZE 파라미터는 블록의 최대 길이를 규정한다. 마지막 것을 제외한 모든 블록이 완전한 BLKSIZE 길이여야 한다는 fixed-blocked standard를 뜻하는 RECFM=FBS를 정의할 수도 있다. variable-blocked spanned를 뜻하는 RECFM=VBS는 논리 레코드가 2개 이상의 블록을 가로지를 수 있음을 의미하며, RDW를 플래그하면 레코드 세그먼트가 다음 블록으로 계속되는지 이전 것으로부터 계속되었는지를 표시한다.

## 파티션 데이터 세트
파티션 데이터 세트(partitioned data set, PDS)는 여러 개의 멤버(member)를 포함하는 데이터 세트로, 각 멤버는 별개의 하위 데이터 세트를 보유하고 있는데 이는 마치 다른 종류의 파일 시스템의 디렉터리와 비슷하다. 이러한 종류의 데이터 세트는 종종 실행 프로그램(로드 모듈), 소스 프로그램 라이브러리(특히 어셈블러 매크로 정의), 작업 제어 언어(JCL)을 보관하기 위해 종종 사용된다.

## 같이 보기
- 볼륨 목록(VTOC)